# Halowe Mistrzostwa Europy w Lekkoatletyce 1975 – bieg na 3000 m mężczyzn
Bieg na 3000 metrów mężczyzn – jedna z konkurencji biegowych rozgrywanych podczas halowych lekkoatletycznych mistrzostw Europy w hali Rondo w Katowicach. Rozegrano od razu bieg finałowy 9 marca 1975. Zwyciężył reprezentant Wielkiej Brytanii Ian Stewart, który był już mistrzem na tym dystansie w 1969. Tytułu zdobytego na poprzednich mistrzostwach nie bronił Emiel Puttemans z Belgii.

## Rezultaty

### Finał
Rozegrano od razu bieg finałowy, w którym wzięło udział 13 biegaczy.

Opracowano na podstawie materiału źródłowego.
| Miejsce | Zawodnik          | Czas   |
| ------- | ----------------- | ------ |
| 1       | Ian Stewart       | 7:58,6 |
| 2       | Pekka Päivärinta  | 7:58,6 |
| 3       | Boris Kuzniecow   | 8:01,2 |
| 4       | Iwan Parłuj       | 8:02,4 |
| 5       | Peter Weigt       | 8:02,6 |
| 6       | Paul Copu         | 8:04,0 |
| 7       | Edgard Salvé      | 8:04,4 |
| 8       | Dan Glans         | 8:04,4 |
| 9       | Kazimierz Maranda | 8:06,4 |
| 10      | Antonio Burgos    | 8:09,4 |
| 11      | Martin Zvoníček   | 8:10,8 |
| 12      | Heikki Vakkuri    | 8:13,0 |
| 13      | Paul Thijs        | 8:21,8 |